# Нежилово (Чашка)
Нежилово (мкд. Нежилово) је насеље у Северној Македонији, у средишњем државе. Нежилово припада општини Чашка.

## Географија
Нежилово је смештено у средишњем делу Северне Македоније. Од најближег већег града, Велеса, насеље је удаљено 50 km западно.
Насеље Нежилово се налази у историјској области Азот. Насеље је смештено у горњем делу тока реке Бабуне. Северно од насеља издиже се главно било планине Јакупице. Надморска висина насеља је приближно 700 метара.
Месна клима је планинска због знатне надморске висине.

## Историја
У 19. веку Нежилово је било бугарско село у Велеској области Нахија, административној јединици Османског царства. сеоска црква „Свети Стенфан” потиче из 1889. године.  Године 1887. након извештаја статистичара Василија Василија Клинчова, у Нежилову је било 470. житеља хришћанске вероисповести. Године, 1904. у селу се налазе 32. српске породице.

## Становништво
Нежилово је према последњем попису из 2002. године имало 63 становника.
Претежно становништво у насељу су етнички Македонци (100%).
Већинска вероисповест је православље.